# 산술종수
대수기하학에서 산술 종수(算術 種數, 영어: arithmetic genus)는 대수다양체의 특징적 수의 하나다.

## 정의
{\displaystyle n}차원 복소 대수다양체의 호지 수(Hodge number)가 {\displaystyle h^{p,q}}라고 하자. 이 대수다양체의 산술 종수 {\displaystyle p_{a}}는 다음과 같다.
{\displaystyle p_{a}=h^{n,0}-h^{n-1,0}+h^{n-2,0}-\dotsb +(-1)^{n-1}h^{1,0}}.
마지막 항 {\displaystyle (-1)^{n}h^{0,0}}을 포함하지 않는다. 이는 리만 곡면의 종수의 정의와 호환되게 하기 위해서다.

## 성질
표수 0인 대수적으로 닫힌 체 위의 비특이 대수다양체의 산술 종수는 쌍유리 불변량이다.:413, Remark V.5.6.1 임의의 표수의 대수적으로 닫힌 체 위에서, 고전적으로는 3차원 이하의 비특이 대수다양체의 산술 종수 역시 쌍유리 불변량이라는 사실이 알려져 있었다. 임의의 표수 및 임의의 차원의 비특이 대수다양체의 산술종수가 쌍유리 불변량이라는 사실은 최근에 증명되었다.
특이점을 갖는 대수다양체의 경우, 산술 종수는 쌍유리 불변량이 아니다. 예를 들어, 특이점을 갖는 대수 곡선에서 특이점을 부풀리면 산술 종수는 감소한다.:393, Example V.3.9.2

## 같이 보기
- 기하종수